# شكيب تقي الدين

شكيب تقي الدين

شكيب تقي الدين (1928 - 2003) هو شاعر لبناني مهجري في البرازيل. هاجر إلى البرازيل أين عمل بالتجارة. أسس جمعيتان أدبيتان تهتنمان بالأدب العربي في البرازيل هما جامعة القلم و«عصبة الأدب العربي». يتميز شعره بالتجديد في المواضيع والإخراج الفني وبالرمزية سهلة الفهم.

## النشأة والمسيرة
ولد شكيب بن أحمد تقي الدين قرية بعقلين في الشوف في لبنان. تخرج بتفوق من الجامعة الوطنية، في عاليه. ثم بدأ دراسته في الجامعة الأمريكية في بيروت لكنه انقطع عنها وهاجر إلى البرازيل في 1948 أين عمل في التجارة. أسس «جامعة القلم» وهي جمعية أدبية تعني بالأدب العربي وأنشأ في 1979 الرابطة الأدبية «عصبة الأدب العربي» التي ترأسها. تم بعد وفاته جمع قصائده ونشرها في ديوان شعر «ظلال العمر». كتب قصيدة «عبدة الأوهام» التي تشبه الملحمة وتتضمن 150 بيتا من الشعر المدوّر. يتميز شعره بالتجديد في الموضوعات وطريقة الإخراج وبالرمزية التي يمكن للقارئ فهمها.

## أعماله
- ظلال العمر (صدر بعد وفاته)

## اُنظر أيضا
- جامعة القلم
- شعراء المهجر
- قائمة أدباء المهجر اللبنانيين